# Добродицький Микола Іванович
Микола Іванович Добродицький (1899—1939) — керівний співробітник ДПУ—НКВС УСРР, заступник начальника Особливого відділу ГУГБ НКВС СРСР, старший майор державної безпеки (1935).
Жертва сталінського Великого терору — Розстріляний в 1939 році. Реабілітований посмертно.

## Життєпис
Народився в селі Волотово, Курської губернії у родині священика. Росіянин. У 1913 році закінчив Обоянське духовне училище і визнаний гідним переходу в перший клас духовної семінарії. Пішов з семінарії після смерті батька. Проходив військову службу на Північному флоті. Член РСДРП(б) З 1917 року.
З жовтня 1917 року секретар Курського місцевкому РСДРП(б). З 1918 року секретар Курського губкому РКП(б).
В органах ВЧК—ДПУ—НКВС з 1918 року: Член колегії Короченської повітової ВЧК. З червня 1919 року службовець особливого відділу ВЧК 13-й армії, потім начальник активної частини ГО ВЧК 13-й армії, особливоуповноважений при РВС 13-й армії, заступник начальника ГО ВЧК 13-й армії. З 1920 року помічник начальника відділу ЦУПЧРЕЗКОМа-ВЧК.
З 1921 року начальник 2-го відділу-я Секретно-оперативної частини ВЧК. З березня 1922 року начальник 2-го відділу-я СОЧ ДПУ УСРР, начальник відділення по боротьбі з бандитизмом Охорони кордонів ДПУ УСРР, помічник начальника окружного відділу ДПУ УСРР, в.о. начальника окружного відділу ДПУ УСРР, начальник особливого відділу Маріупольського району по боротьбі з частинами Н. І. Махно. З 1923 року заступник начальника Харківського губвідділу ДПУ і начальник СОЧ Харківського губвідділу ДПУ.
З 1924 по вересень 1930 року на посаді начальника контррозвідувальної відділу ДПУ УСРР. Пізніше, до 1931 року заступник начальника Особливого відділу ДПУ УСРР. Від 1931 по вересень 1933 року начальник особливого відділу ДПУ УРСР.
У вересні 1932 року відкликаний у розпорядження ОДПУ СРСР. У 1932—1934 роках заступник повпреду ОДПУ по Північно-Кавказькому краю, потім помічник начальника ОВ ОДПУ СРСР. Згодом, з липня 1934 року начальник 1-го відділу і помічник начальника ОВ ГУДБ НКВС СРСР, а з травня 1935 до грудня 1936 року був заступником начальника ОВ ГУДБ НКВС СРСР.
З грудня.1936 року заступник начальника Управління НКВС по Іванівській області . З липня 1937 року у резерві НКВС СРСР. З жовтня 1937 року начальник 3-го відділу Карагандинського ВТТ НКВС.
29 вересня 1938 року був арештований. Засуджений до ВМН 22 лютого 1939 року Військовою колегією Верховного суду СРСР по звинуваченню в «участі в контр-революційної терористичної організації в органах НКВС». Розстріляний в ніч на 23 лютого 1939 року разом з групою керівних співробітників НКВС СРСР (в тому числі колегами по ОВ НКВС і НКВС УРСР В. С. Агасом, М. Д. Шаровим, П. П. Кисельовим, М. Д. Яхонтовим-Томіцьким, А. А. Яралянцем та ін.). Місце захоронення — могила незатребуваних трупів № 1 крематорію Донського кладовища.
Посмертно реабілітований 4 серпня 1956 року Військовою колегією Верховного суду СРСР.

### Відзнаки
- орден Червоного Прапора (28.12.1927)
- орден Трудового Червоного Прапора УСРР (31.10.1932)[1]
- орден Червоної Зірки (16.12.1936)
- знак «Почесний працівник ВЧК-ОДПУ (XV)» (20.12.1932)
- знак «Почесний працівник ВЧК-ОДПУ (V)»